# アルハンゲリスク市電
アルハンゲリスク市電（アルハンゲリスクしでん、ロシア語: Архангельский трамвай）は、かつてロシア連邦（旧：ソビエト連邦）のアルハンゲリスクに存在した路面電車である。1958年にスウェーデン・キルナの市内電車が廃止して以降、2004年に全線が廃止されるまで世界で最も北に位置する路面電車路線であった。

## 歴史
貿易都市、軍事都市として発展したアルハンゲリスクでは、モスクワからの鉄道路線が開通した事を機に市内電車建設の動きが活発化し、1914年から建設が始まった。
1916年6月25日に最初の路線が開通し、翌年の1917年にはソロンバラ島地区にも路線が開業したが、1956年に敷設されたクズネチェフスキー橋（Kuznechevskiy bridge）によって繋がるまでクズネチハ川を渡るルートは存在せず、冬季に凍った川の上に臨時の線路が敷かれる時以外はそれぞれ孤立した路線となっていた。
1980年代末には計29.9 kmの路線網が築かれていたが、ソビエト連邦の崩壊による混乱や市民の生活の変化による公共交通の需要低下により1990年代以降は路線網が縮小し、2004年7月21日をもって全ての路線が廃止された。

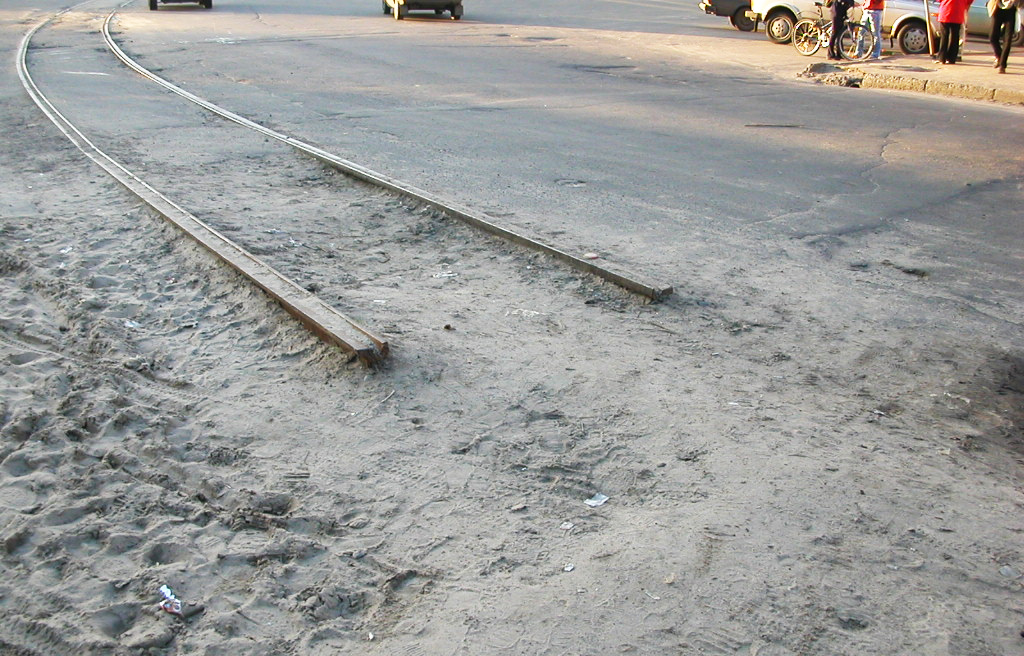
廃線跡（2005年撮影）

## 車両
主にウスチ＝カタフ車両工場、リガ車両製作工場、ペテルブルクトラム機械工場で製造された車両が導入され、2000年代の運用末期にはLM-93（ЛМ-93）、LVS-86（ЛВС-86）、RVZ-6M2（РВЗ-6М2）が使用されていた。
かつて使用されていた車両のうち、二軸車のKTM-1が1両静態保存されている。

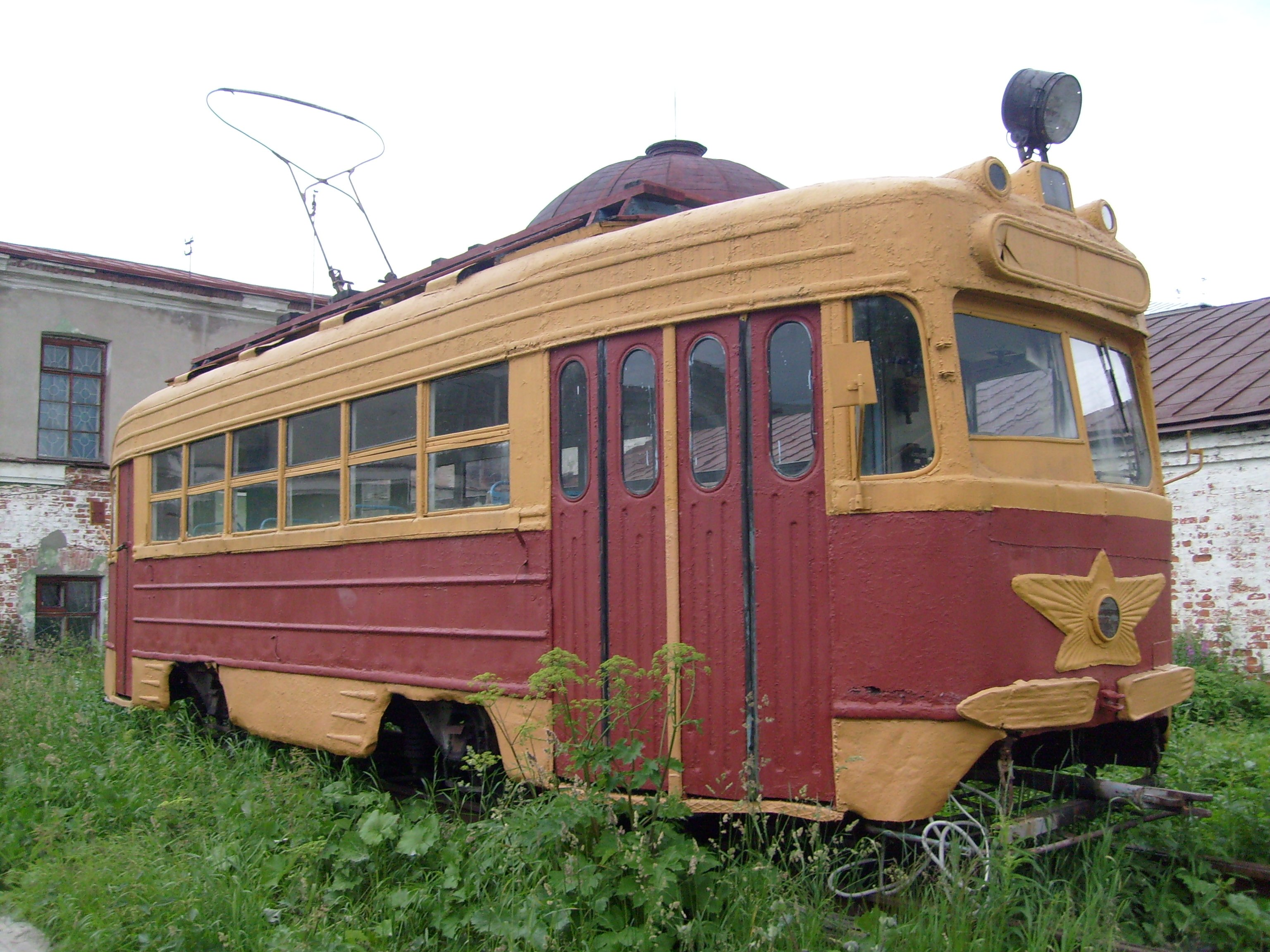
保存されているKTM-1電車